# Stephen Fry
Stephen John Fry (n. 24 august 1957) este un actor, scriitor și om de televiziune englez. A jucat între 1986 și 1995 în serialul produs de BBC A Bit of Fry & Laurie, alături de Hugh Laurie. A interpretat rolul principal în filmul Wilde, rol care i-a adus o nominalizare pentru cel mai bun actor în 1998 la premiile Golden Globe.
Între 2001 și 2006 a fost gazda premiilor BAFTA.

### Ca autor

#### Ficțiune
- Mythos: Miturile Greciei repovestite (2017)
- Eroii: Muritori și monștri, căutări și aventuri (2018)

## Legături externe
Materiale media legate de Stephen Fry la Wikimedia Commons
- Site web oficial